# Ověřovací doložka
Ověřovací doložka konstatuje shodu listin, kopií, opisů (vidimace) a úředně ověřuje skutečnost vlastnoručního podpisu na listině (legalizace). Pojem ověřovací doložka úzce souvisí s autorizovanou konverzí dokumentu. Dokument lze konvertovat buď převedením dokumentu v listinné podobě do podoby elektronické, nebo naopak.

## Vyznačení ověřovací doložky
„Ověřovací doložka má formu otisku razítka, anebo může být vyhotovena na samostatném listu, nebo přelepce za pomoci výpočetní techniky.“ Ověřovací doložka se vyznačuje na každé listině nebo se ověřovací doložka vyznačuje na poslední stranu dokumentu, kterého se ověření týká. Pokud na listině není dostatek místa, vyznačí se doložka na samostatném listu papíru, který je pevně spojen s ověřovaným dokumentem. V tomto případě musí být všechny ověřované listiny pevně spojeny a místo spojení je přelepeno přelepkou. Přelepka je pak označena razítkem po obou stranách. 

## Náležitosti ověřovací doložky
Náležitosti ověřovacích doložek se liší podle toho, jestli se jedná o vidimaci nebo o legalizaci. Dále se liší podle způsobu konverze.

### Vidimace
Ověřovací doložka obsahuje označení úřadu, pořadové číslo (pod kterým je vidimace zapsána v ověřovací knize), údaj o shodě vidimované listiny s listinou původní (označení zda se jedná o prvopis, již ověřenou listinu), z kolika se skládá stran, zda se jedná o úplný nebo částečný opis nebo kopii, datum provedení a jméno, toho kdo vidimaci provedl.

### Legalizace
Ověřovací doložka obsahuje označení úřadu, pořadové číslo (pod kterým je vidimace zapsána v ověřovací knize), identifikační údaje žadatele o legalizaci (Jméno, příjmení, adresa trvalého bydliště, datum narození, číslo OP), údaj o tom, že listina byla žadatelem vlastnoručně podepsána před ověřující osobou, datum provedení a jméno osoby, která legalizaci provedla.

### Konverze
Při konverzi se ověřovací doložka liší podle toho, zda jde o převod listin do elektronické podody nebo o převod elektronického dokumentu do podoby listinné. Ověřovací doložka se připojuje ke konvertovanému dokumentu bezodkladně poté, co je ověřena shoda výstupu se vstupem. Ověřovací doložka připojená ke konvertovanému dokumentu zaručuje správnost a legitimnost dokumentu. Držitel dokumentu tak může mít jistotu, že dokument vznikl opravdu procesem autorizované konverze a nejedná se o pouze vytištěný nebo oskenovaný dokument.
Ověřovací doložka z listinné do elektronické podoby obsahuje následující údaje: název subjektu, který konverzi provedl, pořadové číslo, údaj o shodě výstupu a vstupu, počet listů, datum vyhotovení ověřovací doložky, jméno osoby, která konverzi provedla.
Ověřovací doložka z elektronické do listinné podoby obsahuje následující údaje: název subjektu, který konverzi provedl, pořadové číslo, údaj o shodě výstupu a vstupu, počet listů, datum vyhotovení ověřovací doložky, údaj elektronickém podpisu, datum a čas kvalifikovaného razítka a jméno osoby, která konverzi provedla.

## Použitá literatura
- Zákon č. 21/2006 Sb., o ověřování shody opisu nebo kopie s listinou a o ověřování pravosti podpisu a o změně některých zákonů (zákon o ověřování), dostupné na: http://www.zakonyprolidi.cz/cs/2006-21
- Zákon č. 300/2008 Sb., o elektronických úkonech a autorizované konverzi dokumentů, dostupné na: http://www.zakonyprolidi.cz/cs/2008-300